# Horacio Ferrer de Morgado
Horacio Ferrer de Morgado (Córdoba, 6 de noviembre de 1894 - Madrid, 22 de junio de 1978) fue un pintor español activo primordialmente en la primera mitad del siglo XX. Uno de sus cuadros más destacados, Madrid 1937 (Aviones negros), pintado en 1937, fue expuesto en el Pabellón de la República Española  de la Exposición Internacional de París de ese año, donde también se exhibía el Guernica de Pablo Picasso. Actualmente, se muestra en el Museo Nacional Centro de Arte Reina Sofía en Madrid.

## Biografía
El pintor Horacio Ferrer de Morgado nació en la ciudad de Córdoba el 6 de noviembre del año 1894. Miembro de una familia acomodada, comenzó sus estudios en el Liceo Francés de la mencionada ciudad, coincidiendo en su mismo curso con el hijo del pintor Francisco Iturrino, quien había acompañado a Henri Matisse en su viaje por Córdoba y Sevilla. Muy joven, en el año 1910, se inscribió en la Escuela de Artes y Oficios de Córdoba, donde recibió clases del escultor Mateo Inurria y del pintor Julio Romero de Torres, quien sería una de sus influencias artísticas más importantes. Dotado de una habilidad muy notable para el dibujo, retrató en sus años de juventud (1910-1925) a varios de sus familiares más cercanos. En el año 1915 realizó el retrato de Antonio Merlo, amigo de la familia. Hacia 1910, tras la enfermedad de su padre y un cambio brusco en la situación económica familiar, abandonó los estudios y pasa a realizar diversos trabajos.
En el año 1914 la Diputación cordobesa le concedió una beca para estudiar en la Escuela de Bellas Artes de San Fernando de Madrid, cursando en la misma diversas asignaturas de manera un tanto errática. Nuevamente, volvió a coincidir en la asignatura de ropaje con el pintor y profesor Julio Romero de Torres y tras un breve periodo en la capital regresó a su ciudad natal. En 1916 marchó de nuevo a Madrid, siendo muy probable -a tenor de ciertas referencias- que expusiese alguna obra en el Ateneo. En la primavera de 1917 realizó un primer viaje a París, con el objeto de estudiar la técnica de la pintura al pastel del artista Maurice Quentin La Tour en el Museo del Louvre. El hecho de que su estancia en la capital francesa, aunque breve, resultó provechosa lo evidencia los dos retratos que pintó de su madre y su hermana Ana (1925-1930), precisamente con esta técnica. En el año 1918, compaginó su actividad artística  con el trabajo de aposentador en las caballerizas del Palacio Real de Madrid, junto con su amigo el escultor Juan Cristóbal.
En el verano de 1927 viajó de nuevo a París, según su familia con el propósito de participar en una gran manifestación en apoyo de los anarquistas Bartolomeo Vanzetti y Nicola Sacco, ejecutados el 23 de agosto de ese año en Estados Unidos. Durante este periodo pudo contemplar y analizar detenidamente en el Louvre los valores clásicos y tradicionales, manteniendo un nulo interés hacia el arte de vanguardia, posición que mantuvo al regresar incluso a Madrid, a pesar de que eran los momentos del vibracionismo, ultraísmo y otras corrientes o tendencias, vinculadas también con la literatura y la poesía.  Horacio Ferrer será devoto del denominado “retorno al orden” y las nuevas figuraciones, aunque en esta segunda estancia en París el artista asume o asimila algunos elementos propios del denominado “art déco”. Dos cuadros destacan de su estancia parisina, a saber: “Escena de interior (que muestra el interior del cabaret de Montmartre “Au lapin agile”) y “14 de julio en París”. En ambos lienzos triunfa la idea de multitud, de gentío, algo excepcional en su trayectoria artística, al igual que la gama cromática utilizada en estos lienzos. Con el cuadro “Flores del Mal” pintado en España (cerca de 1930) y el citado “14 de julio en París” participa en el Salón de Otoño del año 1930, mientras que para el Salón del año siguiente presenta “Escena de interior”.
Integrado en el movimiento denominado “Artistas de acción” (o independientes), en marzo de 1932 expone en las salas del periódico Heraldo de Madrid dos obras: “Fosa común” y “Camino de la cuesta”. Del periodo 1933-1934 destacan “Retrato con bañistas”, “La pequeña anarquista” (donde retrata a su hija Carmen) y “Retrato del doctor Núñez Maza”, obra esta última en la que se aprecia claramente la influencia que ejerció la pintura alemana contemporánea (George Grosz y Otto Dix), con la llamada “nueva objetividad”, sobre Horacio Ferrer y los nuevos realismos españoles.
El cuadro “La pequeña anarquista”, un lienzo pensado hasta el último detalle, constituye el comienzo de una nueva etapa, presentando influencias del arte neofigurativo europeo, tanto italiano como alemán. No resultaría exagerado señalar que estamos frente a una de las obras clave de los nuevos realismos en España y ante el retrato más importante de Horacio Ferrer.
La etapa de los primeros años 30, antes del viaje a Italia y la Guerra Civil, constituyen el periodo de madurez del lenguaje figurativo del artista, siendo durante los mismos cuando ya demuestra sus enormes dotes como pintor. De esos años hay que valorar especialmente una espléndida naturaleza muerta denominada “Bodegón de la lata de sardinas”. El periplo italiano del artista, que viaja a Florencia becado por la Junta de Ampliación de Estudios para aprender la técnica de la pintura al fresco (junio de 1934), marca sin duda la trayectoria del pintor. Allí asiste a la Academia de Bellas Artes durante 6 meses (al curso de pintura decorativa) y obtiene el correspondiente diploma acreditativo. Sin duda, en Italia asimiló los preceptos de la nueva figuración italiana y entendió la evolución de la pintura desde los orígenes prerrenacentistas, como así lo reflejan los cuadros de esos años 1934-1936: “Mujeres en la fuente” (pintura al fresco que fue trabajo final del curso) y tres bocetos preparatorios al carboncillo, “La danza” (pintura al óleo y un boceto al carbón como trabajo previo a la tela) y el retrato de su mujer, “María con vestido azul”.
En Italia solicita una prórroga en su beca que no le es concedida y, sin recursos propios y ante el conflicto armado en Abisinia (Etiopía) y la amenaza del posible cierre de las fronteras italianas, decide regresar a España el 24 de octubre de 1935, trasladándose a vivir al pueblo toledano de Chozas de Canales, de donde era natural su mujer. Durante esos años el pintor alcanza la cima de su carrera, destacando las obras “Niños tocando música” (Museo Reina Sofía de Madrid) y “Madre tierra” (Museo de Bellas Artes de Valencia).
Comenzada la Guerra Civil Española (1936) y ante el avance de las tropas sublevadas el artista abandona el pueblo toledano y se traslada a Madrid con su familia, siendo alojados en un chalet requisado por la República junto a otras familias. Afiliado a la Alianza de Intelectuales Antifascistas para la Defensa de la Cultura (organización civil creada el 30 de julio de 1936, nada más iniciarse la guerra civil española) realiza una actividad sorprendente formalizando decenas de dibujos y apuntes en diferentes técnicas (grabados, tinta china, estucados, monotipos, etc.) y formatos de temática bélica para ilustrar revistas de trinchera destinadas a los combatientes y a la retaguardia (14 División, Frente Libertario y Victoria). 
De este periodo hay que destacar dos grandes lienzos, “Madrid 1937” (también conocido como “Aviones Negros”) y “Éxodo” (actualmente en las colecciones del Museo Reina Sofía de Madrid y el Deutsches Historisches Museum de Berlín, respectivamente). El primero de los cuadros fue seleccionado para representar a la República Española en la Exposición Internacional de París de 1937 (Exposition internationale des arts et des techniques appliqués à la vie moderne), compartiendo pabellón con el Guernica de Pablo Picasso y obras de Joan Miró, Julio González o el estadounidense Alexander Calder. El lienzo “Madrid 1937” (148 x 129 cm) cuelga hoy junto al Guernica en el museo Reina Sofía de Madrid. Por su parte, “Éxodo”, que fue pintado algunos meses después de “Madrid 1937”, fue presentado en 1938 en Barcelona, sede entonces del Gobierno Republicano, en el concurso de pintura, escultura, grabado y dibujo.
Desde el final de la Guerra (1939) y hasta su fallecimiento, en el año 1978, la producción artística de Horacio Ferrer es incesante, abarcando una amplia variedad de técnicas y temáticas. En el año 1940 realiza una serie de pinturas murales para el Circo Price de Madrid, con escenas circenses de payasos, acróbatas y domadores, desgraciadamente desaparecidas al ser derribado el edificio en el año 1970.
Realiza para la biblioteca del Valle de los Caídos una serie de pinturas de temática religiosa con los cuatro evangelistas y para la hospedería del edificio las figuras de San Agustín, Santo Tomás de Aquino, Santo Domingo de Guzmán y San Vicente Ferrer. También de carácter religioso son las pinturas al fresco realizadas entre 1945 y 1947 para la capilla de la Facultad de Ciencias de la Ciudad Universitaria de Madrid (que muestran a San Isidoro de Sevilla); las de la ermita del Pardo, realizadas a grisalla con escenas de la vida de San Francisco de Asís (1948-1950), las cuatro pechinas de la parroquia de San Francisco de Borja (en Madrid), con los cuatro evangelistas, y finalmente la restauración de diversas pinturas del convento de las Descalzas Reales de Madrid (1948).
De una temática y estilo totalmente diferente son las pinturas realizadas para la Escuela de Ingenieros Industriales de Madrid, con dos murales dedicados a la metalurgia y a la electricidad, hoy desaparecidas (aunque se conservan los bocetos); los plafones y diseños de techo en la mansión de la familia March, en Palma de Mallorca, el techo circular del teatro Gayarre en Pamplona o las decoraciones para el teatro Lope de Vega y el cine Rex, ambos en Madrid.
Por su significación y calidad es necesario destacar los trabajos realizados por Horacio Ferrer en los años 50 en la colegiata de la Santísima Trinidad del Palacio Real de La Granja de San Ildefonso y en el palacio de Riofrío, ambos en Segovia. El primero es de temática religiosa (aparición de Santa Leocadia a San Ildefonso) y supuso una compleja intervención sobre pinturas realizadas en el siglo XVIII por el pintor valenciano Mariano Salvador Maella. El segundo, de clara inspiración clásica, decora la sala de la guardia del mencionado palacio y muestra diferentes escenas de Diana cazadora.

## Obras más destacadas[2]

### Monografías
PÉREZ SEGURA, J. Horacio Ferrer. Fundación Provincial de Artes Plásticas Rafael Botí (2003).

### Catálogo de exposiciones
- Cuatro cordobeses de vanguardia: Antonio Rodríguez Luna, Rafael Botí, Ángel López-Obrero y Horacio Ferrer (2000)
- Entre la guerra y el exilio. Horacio Ferrer y Antonio Rodríguez Luna. Casablanca, Centro Cultural de España (2003)
- Horacio Ferrer. Córdoba, Fundación Provincial de Artes Plásticas Rafael Botí (2001)
- Horacio Ferrer y los nuevos realismos. Segovia, Caja Segovia, Obra Social y Cultural, Torreón de Lozoya (2008)